# Roślinne kultury in vitro

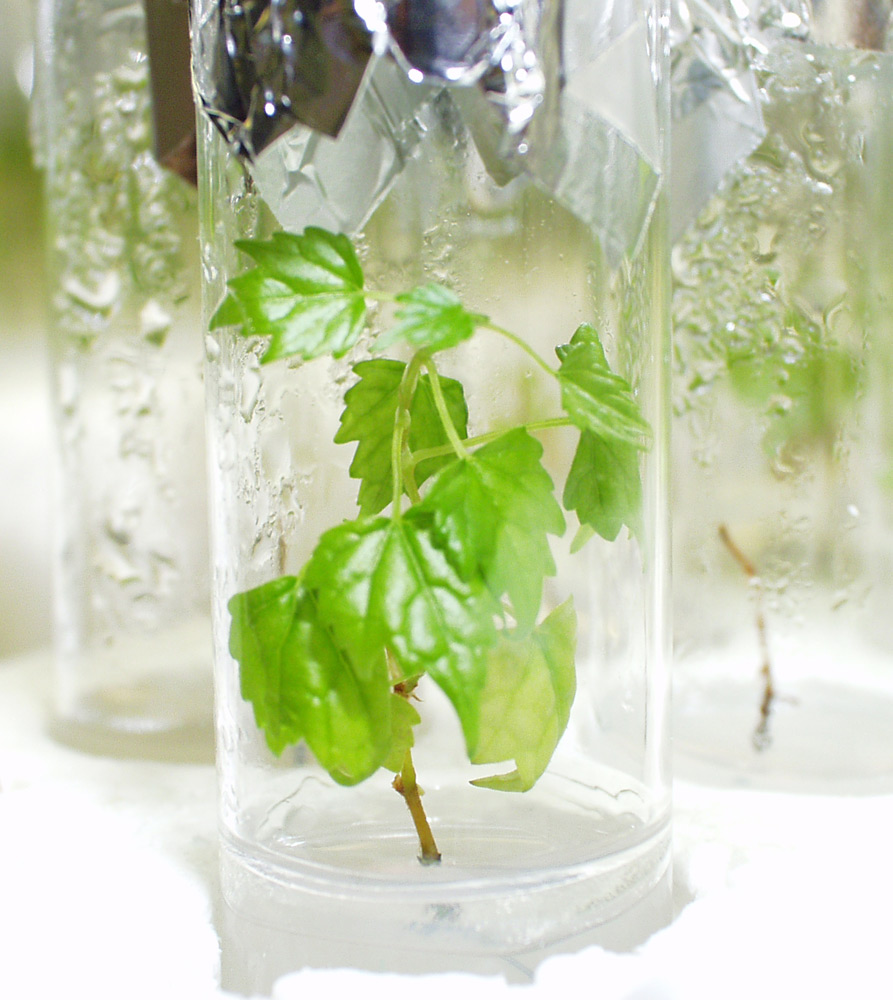
Kultura in vitro winorośli

Roślinne kultury in vitro – hodowla komórek, tkanek lub organów roślinnych prowadzona w naczyniach szklanych na specjalnych pożywkach w warunkach sterylnych.

## Specyfika roślinnych kultur in vitro
Komórki roślinne wykazują totipotencję, czyli zdolność do nieograniczonego dzielenia się i różnicowania się w dowolny typ komórek, co pozwala na odtworzenie całego organizmu rośliny. Do podziałów i wzrostu w kulturach in vitro komórki roślinne skłonne są jednak w różnym stopniu. Najbardziej nadają się komórki o niskim stopniu zróżnicowania i specjalizacji, z żywotnym jądrem komórkowym, nieuszkodzonymi błonami plazmatycznymi i cienkimi ścianami komórkowymi. Najlepsze są wierzchołki korzenia i pędu, zawiązki pąków bocznych oraz inne zawierające tkankę merystematyczną. Nadają są również tkanki zróżnicowane, które zdolne są do odróżnicowania, tj. powrotu do stanu merystematycznego (np. komórki miękiszowe bulwy, kory łodygowej i korzeniowej).
Komórki te mogą ulec ponownemu zróżnicowaniu się (redyferencjacji), co umożliwia regenerację organów roślinnych. Organogeneza może być bezpośrednia (na fragmencie rośliny na pożywce tworzą się organy takie jak korzenie, pędy, zarodki) lub pośrednia (organogenezę poprzedza powstanie kalusa). Najłatwiej regeneracja przebiega u roślin dwuliściennych, najtrudniej u nagonasiennych. Bodźcem do odróżnicowania się jest odizolowanie komórek od rośliny matecznej oraz użycie regulatorów wzrostu w pożywce. 
Zawiązki pędu i korzenia w kulturach in vitro mogą tworzyć dwubiegunowe struktury przypominające zarodki występujące normalnie w nasionach. Proces ten nazywany jest embriogenezą i indukowany jest głównie przez odpowiedni skład pożywki (w warunkach naturalnych indukuje ją zapłodnienie). Zarodki rozwijające się w taki sposób (bez zapłodnienia) nazywane są zarodkami apomiktycznymi. Zarodki te mogą powstawać z niezapłodnionych żeńskich komórek generatywnych (zarodki partenogenetyczne), z komórek męskiego gametofitu (zarodki androgeniczne) lub z komórek somatycznych (zarodki somatyczne).

## Warunki roślinnych hodowli in vitro

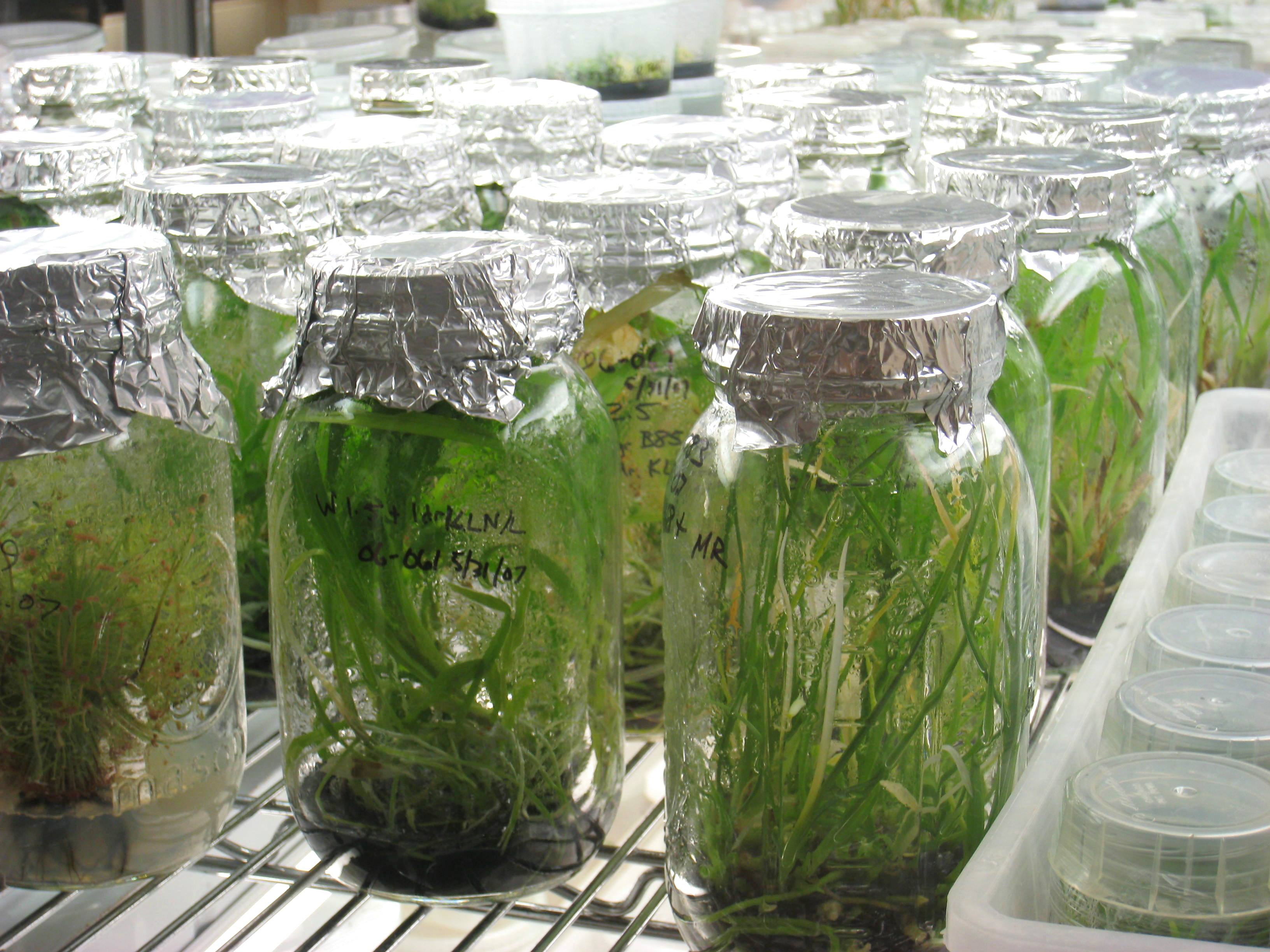
Kultury roślinne prowadzi się najczęściej na szalkach Petriego, w kolbach stożkowych, probówkach, słoikach i innych naczyniach ze szkła lub tworzyw sztucznych

Kultury in vitro prowadzone są w warunkach sterylnych. Jałowienie materiału roślinnego przeprowadza się przez zanurzenie przez określony czas w roztworze sterylizującym (zwykle 5–30 minut), a następnie materiał płucze się w sterylnej wodzie. Do odkażania stosuje się zwykle roztwory podchlorynu sodu lub wapnia, rzadziej chloraminy, sublimat, antybiotyki, wodę bromową. Wstępnie fragment rośliny można oczyszczać i odkażać przez krótkie zanurzenie w 70-procentowym etanolu. 
Dla większości roślinnych kultur temperatura optymalna mieści się w zakresie 24–26 °C, a intensywność oświetlenia 8–15 W/m2. Niektóre hodowle są prowadzone w całkowitej ciemności, zwłaszcza kalusa i korzeni. Długość dnia zwykle wynosi 16 godzin na dobę. Kultury prowadzi się w zamkniętych naczyniach o wysokim poziomie wilgotności. 
W komorze laminarnej skalpelem formuje się eksplantat pierwotny (pobrany z roślin rosnących w warunkach niesterylnych) i obcina martwą tkankę powstałą w wyniku działania środka sterylizującego. Następnie materiał przenosi się pincetą na pożywkę. Pożywki zależnie od rodzaju i fazy kultury mogą być płynne lub zestalone (zwykle agarem). Ich skład zależy od gatunku rośliny, rodzaju eksplantatu, szybkości wzrostu i indukcji organów. Zawierają substancje mineralne oraz organiczne: głównie cukry, witaminy, aminokwasy, regulatory wzrostu. Należą do nich auksyny, cytokininy, gibereliny i inhibitory wzrostu. Pasażowanie (przenoszenie na świeżą pożywkę) odbywa się zazwyczaj co 2–6 tygodni. 
Przy przenoszeniu kultur in vitro do warunków naturalnych (ex vitro), ze względu na przyzwyczajenie roślin do wysokiej wilgotności i odżywiania przez pożywki, wymagana jest aklimatyzacja. Trwa ona zwykle 7–14 dni i polega na stopniowym dopasowywaniu warunków w szklarni lub w pomieszczeniu wegetacyjnym.

## Rodzaje kultur roślinnych

### Kultura kalusa

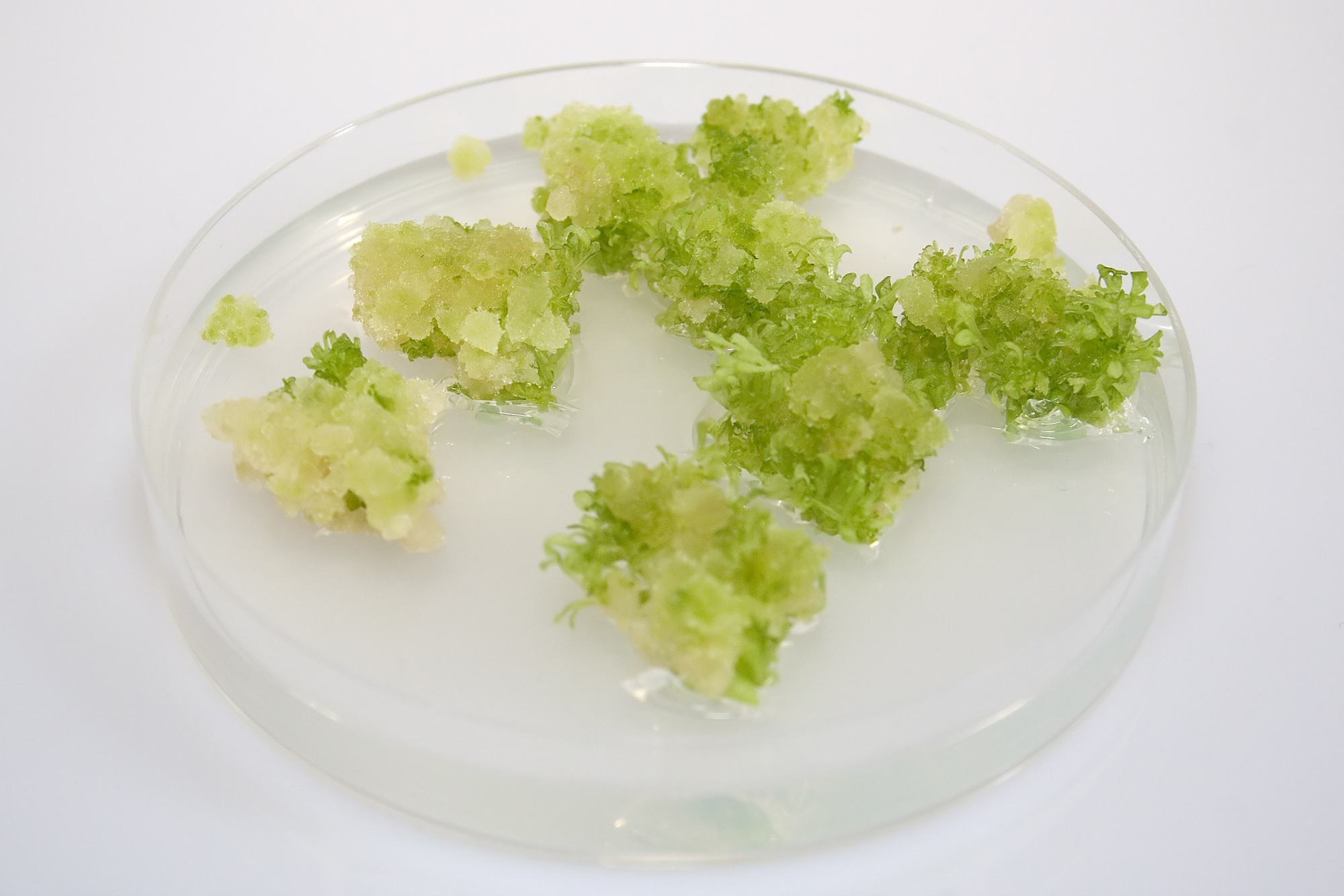
Kultura kalusa tytoniu szlachetnego

Kalus (tkanka przyranna) powstaje w naturze w wyniku uszkodzenia rośliny. W kulturach in vitro jego wytwarzanie można zainicjować dodatkiem odpowiednich regulatorów wzrostu do pożywki, wykorzystując dowolną tkankę lub organ rośliny. U każdego gatunku można znaleźć takie części rośliny, które łatwiej tworzą kalus niż inne. Generalnie kalus może szybciej powstawać z eksplantatu zawierającego tkankę merystematyczną. 
Początkowo niezróżnicowany kalus składa się z komórek parenchymatycznych o różnym kształcie i wielkości. Później powstają również nieregularne formacje tkanek przewodzących (nietworzące funkcjonalnego systemu) i centra merystematyczne. W centrach mogą powstawać korzenie przybyszowe, pędy, liście, kwiaty oraz przybyszowe zarodki (zarodki somatyczne).
Barwa kalusa może być jednolita lub zróżnicowana, biała, żółta, pomarańczowa, zielona. Jest tkanką niestabilną genetycznie – występują zmiany liczby i struktury chromosomów, tym częściej, im pożywka bogatsza w regulatory wzrostu, kultura starsza, a czas między pasażowaniami krótszy.
Aby zainicjować wzrost kalusa na eksplantacie pierwotnym należy dodać regulatory wzrostu – dla jednoliściennych zwykle jest to dodatek auksyny; w innych przypadkach tylko cytokininy lub cytokininy i auksyny. Po kilku tygodniach kalus, który wyrósł na eksplantacie pierwotnym jest odcinany i przenoszony na świeżą pożywkę. Po kolejnych pasażowaniach wymaga zwykle mniejszej ilości regulatorów lub wręcz może się przystosować do wzrostu bez ich. Kalus na pożywkach stałych rośnie wolniej niż na pożywkach płynnych.
Kultury kalusa są wykorzystywane do mikrorozmnażania (klonowania roślin in vitro) dzięki jego zdolności do tworzenia zarodków i organów przybyszowych, stanowią materiał wyjściowy do kultury zawiesin komórkowych i kultury pojedynczych komórek roślinnych. Używane są w badaniach nad różnicowaniem się komórek roślinnych, morfogenezą i metabolizmem. 

### Kultura zawiesin komórkowych
Kultury zawiesinowe to zbiór mało zróżnicowanych, szybko dzielących się komórek zawieszonych w płynnej pożywce, którą poddaje się mieszaniu lub wytrząsaniu w celu dobrego rozproszenia komórek i napowietrzenia. Występują w nich także niekorzystne agregaty komórkowe – na komórki wewnątrz takiego agregatu mogą nie działać te same czynniki co na resztę komórek.
Kultury zawiesinowe zazwyczaj powstają z luźnej, mało zróżnicowanej tkanki kalusowej. Znacznie rzadziej używa się zmacerowane tkanki roślin ze względu na zbyt duży stres komórek przy przejściu wprost (bez stadium kalusa) do warunków in vitro. Mogą być prowadzone w systemie okresowym (do wyczerpania składników pożywki) lub ciągłym (stały dopływ świeżej pożywki i odpływ zużytej). W systemie ciągłym można wyróżnić systemy zamknięte (komórki nie są stale odprowadzane i ich biomasa w zawiesinie rośnie) oraz systemy otwarte (liczba komórek w jednostce objętości jest utrzymywana na mniej więcej stałym poziomie). W tym celu mierzy się gęstość hodowli za pośrednictwem jej zmętnienia. Odbywa się to w bioreaktorach dostosowujących warunki hodowli do tego parametru (tzw. turbidostaty).
Komórki w zawiesinach rosną szybciej niż w innych rodzajach kultur, dlatego pasażuje się je częściej – co 8–21 dni. 

### Kultura organów roślinnych
W kulturach organów roślinnych wykorzystuje się zdolność do regeneracji z pierwotnej tkanki merystematycznej eksplantatu bądź jego zdolność do tworzenia organów przybyszowych bezpośrednio lub za pośrednictwem kalusa. 
Organogeneza w kulturach kalusa podlega regulacji przez hormony roślinne w pożywce. Przykładowo u cykorii auksyna w niskich stężeniach (1 mg kwasu indolilooctowego/dm3) hamuje rozwój pędów, w wyższych (10 mg/dm3) pobudza wzrost korzeni, aż wreszcie przy wysokim stężeniu (100 mg/dm3) hamuje całkowicie organogenezę i stymuluje jedynie rozrost kalusa. Organogeneza w kulturach kalusa tytoniu szlachetnego regulowana jest głównie proporcją auksyn do cytokinin. Duży udział cytokinin powoduje tworzenie się pędów; duży udział auksyn – korzeni. Nie u wszystkich jednak gatunków roślin występują takie zależności. 

## Zastosowanie roślinnych kultur in vitro
- mikrorozmnażanie – rozmnażanie wegetatywne roślin z użyciem kultur in vitro. Ze względu na wysokie koszty produkcji technika ta jest stosowana głównie do drogich roślin ozdobnych, cennych materiałów hodowlanych i gatunków zagrożonych wyginięciem, w przypadku kiedy nie istnieją skuteczniejsze metody rozmnażania wegetatywnego, a kwitnienie i owocowanie roślin następuje nawet po kilkudziesięciu latach[24]. Do mikrorozmnażania służą eksplantaty wierzchołkowe lub odcinki łodygi z merystemem lub pąkiem kątowym[25].
- uwalnianie roślin od wirusów i innych patogenów – stosuje się w tym celu kulturę wierzchołków i pąków bocznych pędu, używając bardzo małych fragmentów (zazwyczaj poniżej 1 mm). Powinien zawierać merystem i zawiązki najmłodszych liści[25].
- badania nad komórkami roślinnymi.
- selekcja na poziomie komórkowym roślin o pożądanych cechach. Daje to możliwość oceny dużej liczby komórek lub osobników na niewielkiej przestrzeni oraz uniezależnienie od pory roku i łatwą kontrolę warunków środowiska[26].
- uzyskiwanie roślin transgenicznych – np. regeneracja roślin z transformowanych komórek, fuzje protoplastów.
- produkcja metabolitów wtórnych – w skali przemysłowej przy pomocy kultur roślinnych in vitro produkuje się m.in. alkaninę (Lithospermum erythrorhizon), berberynę (Coptis japonica), polisacharydy (jeżówka purpurowa), winkaminę (barwinek pospolity), geraniol (bodziszek)[27].
- biotransformacje – roślinne kultury wykorzystuje się do enzymatycznego przekształcania takich substancji jak monoterpeny (składniki olejków eterycznych), diterpeny (np. przekształcanie stwiolu do stewiozydu), triterpeny, związki steroidowe, związki fenolowe, alkaloidy (np. biotrasformacja hioscyjaminy do skopolaminy).
- produkcja sztucznych nasion – są to odpowiednio zabezpieczone zarodki somatyczne.
- haploidyzacja roślin poprzez eliminację chromosomów w zarodkach mieszańców oddalonych (np. krzyżowanie jęczmienia zwyczajnego z jęczmieniem bulwiastym) lub poprzez pobudzenie rozwoju komórek gametofitu o haploidalnej liczbie chromosomów. Takie rośliny są łatwiejsze w hodowli mutacyjnej, ale są sterylne i znacznie słabsze. Po podwojeniu liczby chromosomów u roślin haploidalnych (np. przez zastosowanie kolchicyny) otrzymuje się homozygotyczne podwójne haploidy (DH – ang. doubled haploids), których potomstwo – linie podwójnych haploidów można wykorzystywać do hodowli roślin. Pozwala to na najszybsze uzyskanie homozygotycznego materiału do hodowli[26].